# Lidia Ruslánova
Lidia Andreyevna Ruslánova (a veces escrito Lídiya o Lydia; en ruso: Лидия Андреевна Русланова; Sarátov, 27 de octubre de 1900-Moscú, 21 de septiembre de 1973) fue una de las más importantes y aclamadas intérpretes de la música folclórica rusa.

## Primeros años de vida
Nació en Chernavka, una aldea de la Gobernación de Sarátov, en el seno de una familia campesina. Fue bautizada como Praskovia Léykina (en ruso: Прасковья Ле́йкина). Cuando tenía 5 años de edad su padre murió en la guerra ruso-japonesa. Poco tiempo después falleció su madre, por lo que pasó la mayor parte de su infancia en un orfanato. Comenzó a cantar cuando se unió al coro de niños de la parroquia local, donde se convirtió en solista rápidamente.
Mientras trabajaba en una fábrica de muebles, uno de los encargados la escuchó cantar. De inmediato le recomendó que ingresara al Conservatorio de Sarátov. Durante la Primera Guerra Mundial, colaboró con los servicios médicos rusos; allí conoció a Vitali Stepánov, con quien tuvo a su primer hijo en 1917. Tras un año de relación, abandonó a Stepánov debido a su errático estilo de vida. Vivió con un oficial de la Checa hasta 1929, año en el que conoció al teniente Vladímir Kryúkov, su futuro esposo.

## Carrera artística
Ruslánova dio su primer concierto a los cuatro años frente a una audiencia militar. En sus inicios, cantó para soldados soviéticos durante la guerra civil rusa y debutó como cantante profesional en Rostov del Don en 1923. Se caracterizó por tener un timbre de voz que recordaba las viejas tradiciones rusas, en las que solistas femeninas actuaban en ocasiones festivas.

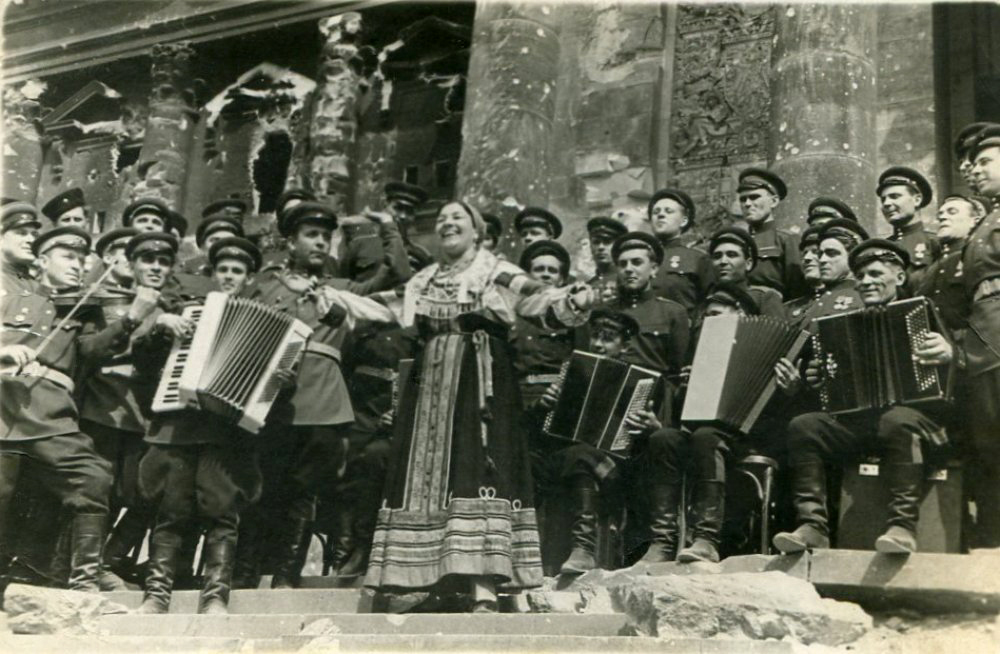
Ruslánova junto a los soldados en el Reichstag, el 2 de mayo de 1945

Ruslánova adquirió mucha popularidad durante los años 30, presentándose en las ciudades soviéticas más importantes de la época. En 1933, se convirtió en artista de la Asociación Estatal de Música, Variedades y Circo.
Cuando estalló la Segunda Guerra Mundial se trasladó incansablemente de un frente a otro, ayudando a aumentar la moral de los soldados con sus canciones patrióticas. Sus canciones emblemáticas fueron Válenki y Katiusha. Durante la batalla de Berlín actuó en las escalinatas del Reichstag.
Ruslánova se convirtió en una de las mujeres más ricas de la Unión Soviética; incluso, financió la construcción de dos baterías lanzacohetes Katiusha BM-13 para el Ejército Rojo, donadas en 1942. Ese mismo año fue nombrada Artista de Honor de la República Socialista Federativa Soviética de Rusia.
En 1948, su esposo, el teniente general Vladímir Kriúkov (condecorado como Héroe de la Unión Soviética), fue arrestado debido los vínculos entre Ruslánova y el mariscal Gueorgui Zhúkov, quien lideraba al Ejército Rojo en la victoria sobre la Alemania Nazi, y que luego se convertiría en uno de los oponentes políticos de Stalin en los años de posguerra. Dos años después, la cantante se negó a firmar una declaración que acusaba a Kriúkov de traición, por lo que fue condenada a 10 años de trabajos forzados en un campo de reclusión.
En el Gulag se convirtió en una estrella agasajada, tanto por los reclusos, como por las autoridades de la administración. Como consecuencia de ello, fue trasladada a una celda en la prisión de Vladímirski Tsentral. Fue liberada el 4 de agosto de 1953, tras  la muerte de Stalin. Durante décadas se ocultó a la prensa su estancia en prisión.
A pesar de que sus premios y títulos fueron anulados, Ruslánova presidió el primer Festival Nacional de Canciones Soviéticas, junto con Leonid Utiósov, Mark Bernés, y Klávdia Shulzhenko. Continuó cantando hasta su muerte en 1973, a la edad de 72 años.
Como memorial, un cráter de Venus tiene su nombre.

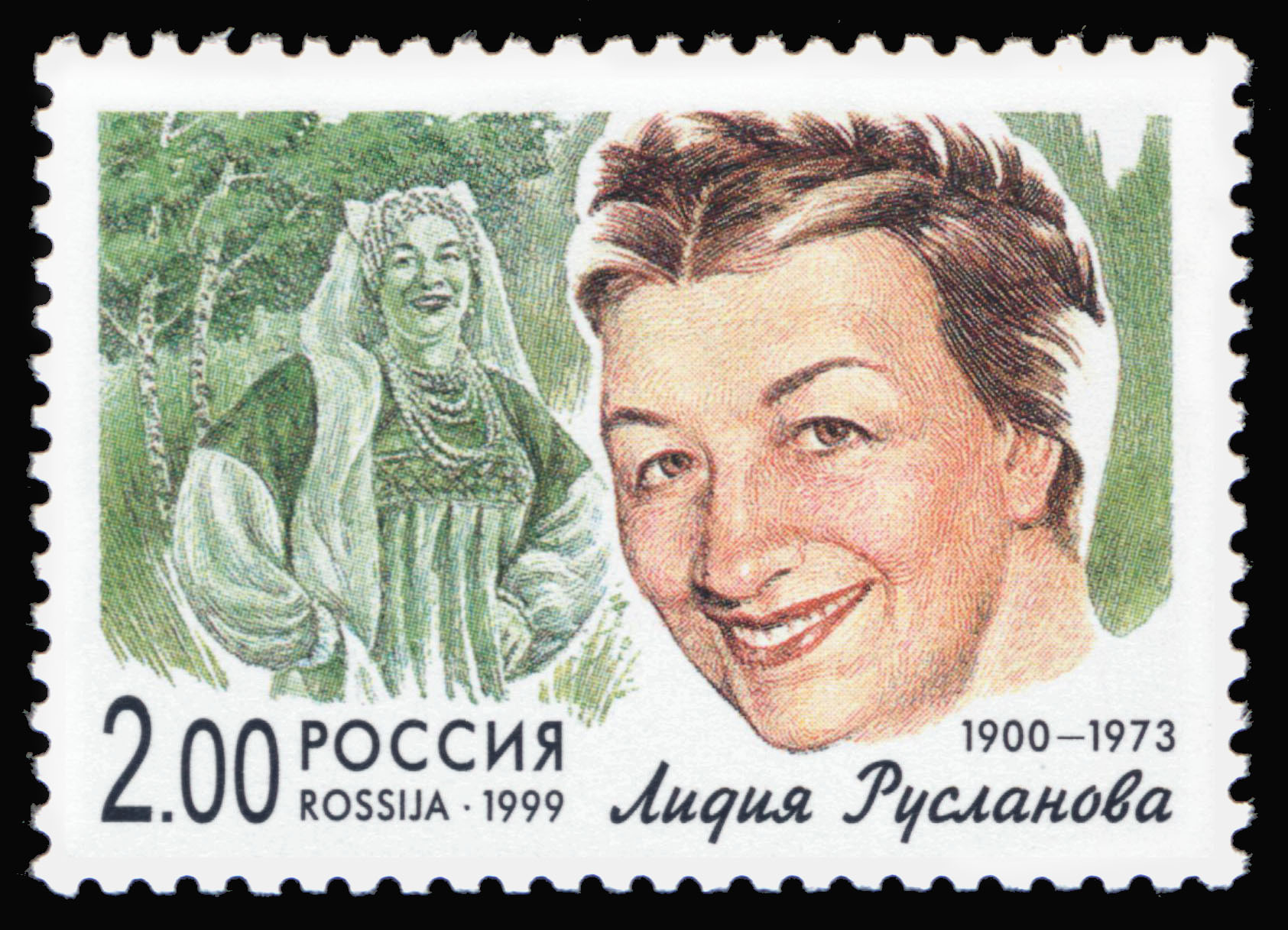
Timbre postal ruso de dos rublos en honor a Lidia Ruslánova, 1999.

## Discografía/Álbum
- 1996: Поёт Лидия Русланова[10] (Canciones de Ruslánova)
- 2000: Царица Русской песни[11] (La Reina de las canciones rusas)
- 2001: Великие исполнители России XX века (Los Grandes artistas rusos del siglo XX)
- 2002: Русские народные песни[12] (Canciones populares de Rusia)
- 2007: Имена на все времена[13] (Los nombres de todos los tiempos)

- Enlace a sus CD